# Glycyphana inusta
Glycyphana inusta är en skalbaggsart som beskrevs av Mohnike 1871. Glycyphana inusta ingår i släktet Glycyphana och familjen Cetoniidae. Utöver nominatformen finns också underarten G. i. venusta.